# 吳實 (明朝)
吳實，字中美，本姓林，后復姓，福建長樂人，明朝政治人物、進士。
永樂九年（1411年）辛卯科二甲第十三名進士。授監察御史，其進言不避權貴，人稱“吳鐵面”。后官至廣西按察僉事。